# Torneo de Pekín
El Torneo de Pekín o Abierto de China (oficialmente en inglés China Open) es un torneo oficial profesional de tenis que se celebra en Pekín (China) sobre pista dura.
Desde el año 2004 está incluido en el calendario del circuito ATP (hombres) y WTA (mujeres), y se lleva a cabo a mediados de septiembre de cada año.
En la rama masculina el torneo era de categoría ATP International Series hasta la temporada 2008, y subió a categoría ATP 500 a partir de la temporada 2009. En la rama femenina el torneo era de categoría WTA Tier II hasta 2008, y WTA Premier Mandatory a partir de 2009. Actualmente pertenece a la categoría WTA 1000.                   

## Palmarés

### Individual masculino
| Año              | Campeón                                   | Subcampeón                                | Resultado                                 |
| ---------------- | ----------------------------------------- | ----------------------------------------- | ----------------------------------------- |
| ↓ ATP Tour 250 ↓ |                                           |                                           |                                           |
| 1993             | Michael Chang                             | Greg Rusedski                             | 7-6(5), 6-7(6), 6-4                       |
| 1994             | Michael Chang                             | Anders Jarryd                             | 7-5, 7-5                                  |
| 1995             | Michael Chang                             | Renzo Furlan                              | 7-5, 6-3                                  |
| 1996             | Greg Rusedski                             | Martin Damm                               | 7-6(5), 6-4                               |
| 1997             | Jim Courier                               | Magnus Gustafsson                         | 7-6(10), 3-6, 6-3                         |
| 1998- 2003       | No celebrado                              | No celebrado                              | No celebrado                              |
| 2004             | Marat Safin                               | Mikhail Youzhny                           | 7-6(4), 7-5                               |
| 2005             | Rafael Nadal                              | Guillermo Coria                           | 5-7, 6-1, 6-2                             |
| 2006             | Marcos Baghdatis                          | Mario Ančić                               | 6-4, 6-0                                  |
| 2007             | Fernando González                         | Tommy Robredo                             | 6-1, 3-6, 6-1                             |
| 2008             | Andy Roddick                              | Dudi Sela                                 | 6-4, 6-7(6), 6-3                          |
| ↓ ATP Tour 500 ↓ |                                           |                                           |                                           |
| 2009             | Novak Djokovic                            | Marin Čilić                               | 6-2, 7-6(4)                               |
| 2010             | Novak Djokovic                            | David Ferrer                              | 6-2, 6-4                                  |
| 2011             | Tomáš Berdych                             | Marin Čilić                               | 3-6, 6-4, 6-1                             |
| 2012             | Novak Djokovic                            | Jo-Wilfried Tsonga                        | 7-6(4), 6-2                               |
| 2013             | Novak Djokovic                            | Rafael Nadal                              | 6-3, 6-4                                  |
| 2014             | Novak Djokovic                            | Tomáš Berdych                             | 6-0, 6-2                                  |
| 2015             | Novak Djokovic                            | Rafael Nadal                              | 6-2, 6-2                                  |
| 2016             | Andy Murray                               | Grigor Dimitrov                           | 6-4, 7-6(2)                               |
| 2017             | Rafael Nadal                              | Nick Kyrgios                              | 6-2, 6-1                                  |
| 2018             | Nikoloz Basilashvili                      | Juan Martín del Potro                     | 6-4, 6-4                                  |
| 2019             | Dominic Thiem                             | Stefanos Tsitsipas                        | 3-6, 6-4, 6-1                             |
| 2020- 2022       | No disputado por la pandemia del COVID-19 | No disputado por la pandemia del COVID-19 | No disputado por la pandemia del COVID-19 |
| 2023             | Jannik Sinner                             | Daniil Medvédev                           | 7-6(2), 7-6(2)                            |
| 2024             | Carlos Alcaraz                            | Jannik Sinner                             | 6-7(6), 6-4, 7-6(3)                       |

### Individual femenino
| Año  | Campeona            | Subcampeona          | Resultado        |
| ---- | ------------------- | -------------------- | ---------------- |
| 2004 | Serena Williams     | Svetlana Kuznetsova  | 4-6, 7-5, 6-4    |
| 2005 | María Kirilenko     | Anna-Lena Grönefeld  | 6-3, 6-4         |
| 2006 | Svetlana Kuznetsova | Amélie Mauresmo      | 6-4, 6-0         |
| 2007 | Ágnes Szávay        | Jelena Janković      | 6-7(7), 7-5, 6-2 |
| 2008 | Jelena Janković     | Svetlana Kuznetsova  | 6-3, 6-2         |
| 2009 | Svetlana Kuznetsova | Agnieszka Radwańska  | 6-2, 6-4         |
| 2010 | Caroline Wozniacki  | Vera Zvonareva       | 6-3, 3-6, 6-3    |
| 2011 | Agnieszka Radwańska | Andrea Petković      | 7-5, 0-6, 6-4    |
| 2012 | Victoria Azarenka   | María Sharápova      | 6-3, 6-1         |
| 2013 | Serena Williams     | Jelena Janković      | 6-2, 6-2         |
| 2014 | María Sharápova     | Petra Kvitová        | 6-4, 2-6, 6-3    |
| 2015 | Garbiñe Muguruza    | Timea Bacsinszky     | 7-5, 6-4         |
| 2016 | Agnieszka Radwańska | Johanna Konta        | 6-4, 6-2         |
| 2017 | Caroline Garcia     | Simona Halep         | 6-4, 7-6(3)      |
| 2018 | Caroline Wozniacki  | Anastasija Sevastova | 6-3, 6-3         |
| 2019 | Naomi Osaka         | Ashleigh Barty       | 3-6, 6-3, 6-2    |
| 2023 | Iga Świątek         | Liudmila Samsónova   | 6-2, 6-2         |
| 2024 | Coco Gauff          | Karolína Muchová     | 6-1, 6-3         |

### Dobles masculino
| Año              | Campeones                                 | Subcampeones                              | Resultado                                 |
| ---------------- | ----------------------------------------- | ----------------------------------------- | ----------------------------------------- |
| ↓ ATP Tour 250 ↓ |                                           |                                           |                                           |
| 1993             | Paul Annacone Doug Flach                  | Jacco Eltingh Paul Haarhuis               | 7-6, 6-3                                  |
| 1994             | Tommy Ho Kent Kinnear                     | David Adams Andrei Olhovskiy              | 7-6, 6-3                                  |
| 1995             | Tommy Ho Sébastien Lareau                 | Dick Norman Fernon Wibier                 | 7-6, 7-6                                  |
| 1996             | Martin Damm Andrei Olhovskiy              | Patrik Kühnen Gary Muller                 | 6-4, 7-5                                  |
| 1997             | Mahesh Bhupathi Leander Paes              | Jim Courier Alex O'Brien                  | 7-5, 7-6                                  |
| 1998- 2003       | No celebrado                              | No celebrado                              | No celebrado                              |
| 2004             | Justin Gimelstob Graydon Oliver           | Alex Bogomolov Jr. Taylor Dent            | 4-6, 6-4, 7-6(6)                          |
| 2005             | Justin Gimelstob Nathan Healey            | Dmitri Tursunov Mikhail Youzhny           | 4-6, 6-3, 6-2                             |
| 2006             | Mario Ančić Mahesh Bhupathi               | Kenneth Carlsen Michael Berrer            | 6-4, 6-3                                  |
| 2007             | Rik de Voest Ashley Fisher                | Chris Haggard Yen-Hsun Lu                 | 6-7(3), 6-0, [10-6]                       |
| 2008             | Stephen Huss Ross Hutchins                | Ashley Fisher Bobby Reynolds              | 7-5, 6-4                                  |
| ↓ ATP Tour 500 ↓ |                                           |                                           |                                           |
| 2009             | Bob Bryan Mike Bryan                      | Mark Knowles Andy Roddick                 | 6-4, 6-2                                  |
| 2010             | Bob Bryan Mike Bryan                      | Mariusz Fyrstenberg Marcin Matkowski      | 6-1, 7-6(5)                               |
| 2011             | Michaël Llodra Nenad Zimonjić             | Robert Lindstedt Horia Tecău              | 7-6(2), 7-6(4)                            |
| 2012             | Bob Bryan Mike Bryan                      | Carlos Berlocq Denis Istomin              | 6-2, 6-3                                  |
| 2013             | Max Mirnyi Horia Tecău                    | Fabio Fognini Andreas Seppi               | 6-4, 6-2                                  |
| 2014             | Jean-Julien Rojer Horia Tecău             | Julien Benneteau Vasek Pospisil           | 6-7(6), 7-5, [10-5]                       |
| 2015             | Vasek Pospisil Jack Sock                  | Daniel Nestor Édouard Roger-Vasselin      | 3-6, 6-3, [10-6]                          |
| 2016             | Pablo Carreño Rafael Nadal                | Jack Sock Bernard Tomic                   | 6-7(6), 6-2, [10-8]                       |
| 2017             | Henri Kontinen John Peers                 | John Isner Jack Sock                      | 6-3, 3-6, [10-7]                          |
| 2018             | Łukasz Kubot Marcelo Melo                 | Oliver Marach Mate Pavić                  | 6-1, 6-4                                  |
| 2019             | Ivan Dodig Filip Polášek                  | Łukasz Kubot Marcelo Melo                 | 6-3, 7-6(4)                               |
| 2020- 2022       | No disputado por la pandemia del COVID-19 | No disputado por la pandemia del COVID-19 | No disputado por la pandemia del COVID-19 |
| 2023             | Ivan Dodig Austin Krajicek                | Wesley Koolhof Neal Skupski               | 6-7(12), 6-3, [10-5]                      |
| 2024             | Simone Bolelli Andrea Vavassori           | Harri Heliövaara Henry Patten             | 4-6, 6-3, [10-5]                          |

### Dobles femenino
| Año                   | Campeonas                                 | Subcampeonas                              | Resultado                                 |
| --------------------- | ----------------------------------------- | ----------------------------------------- | ----------------------------------------- |
| 2004                  | Emmanuelle Gagliardi Dinara Sáfina        | Gisela Dulko Maria Vento-Kabchi           | 6-4, 6-4                                  |
| 2005                  | Nuria Llagostera Maria Vento-Kabchi       | Zi Yan Jie Zheng                          | 6-2, 6-4                                  |
| 2006                  | Virginia Ruano Paola Suárez               | Anna Chakvetadze Elena Vesnina            | 6-2, 6-4                                  |
| 2007                  | Chia-Jung Chuang Su-Wei Hsieh             | Xinyun Han Xu Yifan                       | 7-6(2), 6-3                               |
| 2008                  | Anabel Medina Caroline Wozniacki          | Xinyun Han Xu Yifan                       | 6-1, 6-3                                  |
| ↓ Premier Mandatory ↓ |                                           |                                           |                                           |
| 2009                  | Su-Wei Hsieh Shuai Peng                   | Alla Kudryavtseva Ekaterina Makarova      | 6-3, 6-1                                  |
| 2010                  | Olga Govortsova Chia-Jung Chuang          | Gisela Dulko Flavia Pennetta              | 6-7(2), 6-1, [10-7]                       |
| 2011                  | Květa Peschke Katarina Srebotnik          | Gisela Dulko Flavia Pennetta              | 6-3, 6-4                                  |
| 2012                  | Ekaterina Makarova Elena Vesnina          | Nuria Llagostera Sania Mirza              | 7-5, 7-5                                  |
| 2013                  | Cara Black Sania Mirza                    | Vera Dushevina Arantxa Parra              | 6-2, 6-2                                  |
| 2014                  | Andrea Hlaváčková Shuai Peng              | Cara Black Sania Mirza                    | 6-4, 6-4                                  |
| 2015                  | Martina Hingis Sania Mirza                | Hao-Ching Chan Yung-Jan Chan              | 6-7(9), 6-1, [10-8]                       |
| 2016                  | Bethanie Mattek-Sands Lucie Šafářová      | Caroline Garcia Kristina Mladenovic       | 6-4, 6-4                                  |
| 2017                  | Yung-Jan Chan Martina Hingis              | Tímea Babos Andrea Hlaváčková             | 6-1, 6-4                                  |
| 2018                  | Andrea Hlaváčková Barbora Strýcová        | Gabriela Dabrowski Xu Yifan               | 4-6, 6-4, [10-8]                          |
| 2019                  | Sofia Kenin Bethanie Mattek-Sands         | Jeļena Ostapenko Dayana Yastremska        | 6-3, 6-7(5), [10-7]                       |
| 2020- 2022            | No disputado por la pandemia del COVID-19 | No disputado por la pandemia del COVID-19 | No disputado por la pandemia del COVID-19 |
| ↓ WTA 1000 ↓          |                                           |                                           |                                           |
| 2023                  | Marie Bouzková Sara Sorribes              | Hao-Ching Chan Giuliana Olmos             | 3-6, 6-0, [10-4]                          |
| 2024                  | Sara Errani Jasmine Paolini               | Hao-Ching Chan Veronika Kudermétova       | 6-4, 6-4                                  |

## Ganadores múltiples en individuales

### Masculino
| Jugador        | Títulos | Subtítulos | Años campeonatos                   | Años subcampeonatos |
| -------------- | ------- | ---------- | ---------------------------------- | ------------------- |
| Novak Djokovic | 6       | 0          | 2009, 2010, 2012, 2013, 2014, 2015 |                     |
| Michael Chang  | 3       | 0          | 1993, 1994, 1995                   |                     |
| Rafael Nadal   | 2       | 2          | 2005, 2017                         | 2013, 2015          |

### Femenino
| Jugadora            | Títulos | Subtítulos | Años campeonatos | Años subcampeonatos |
| ------------------- | ------- | ---------- | ---------------- | ------------------- |
| Svetlana Kuznetsova | 2       | 2          | 2006, 2009       | 2004, 2008          |
| Agnieszka Radwańska | 2       | 1          | 2011, 2016       | 2009                |
| Serena Williams     | 2       | 0          | 2004, 2013       |                     |
| Caroline Wozniacki  | 2       | 0          | 2010, 2018       |                     |